# Robert Martin (Musiker)

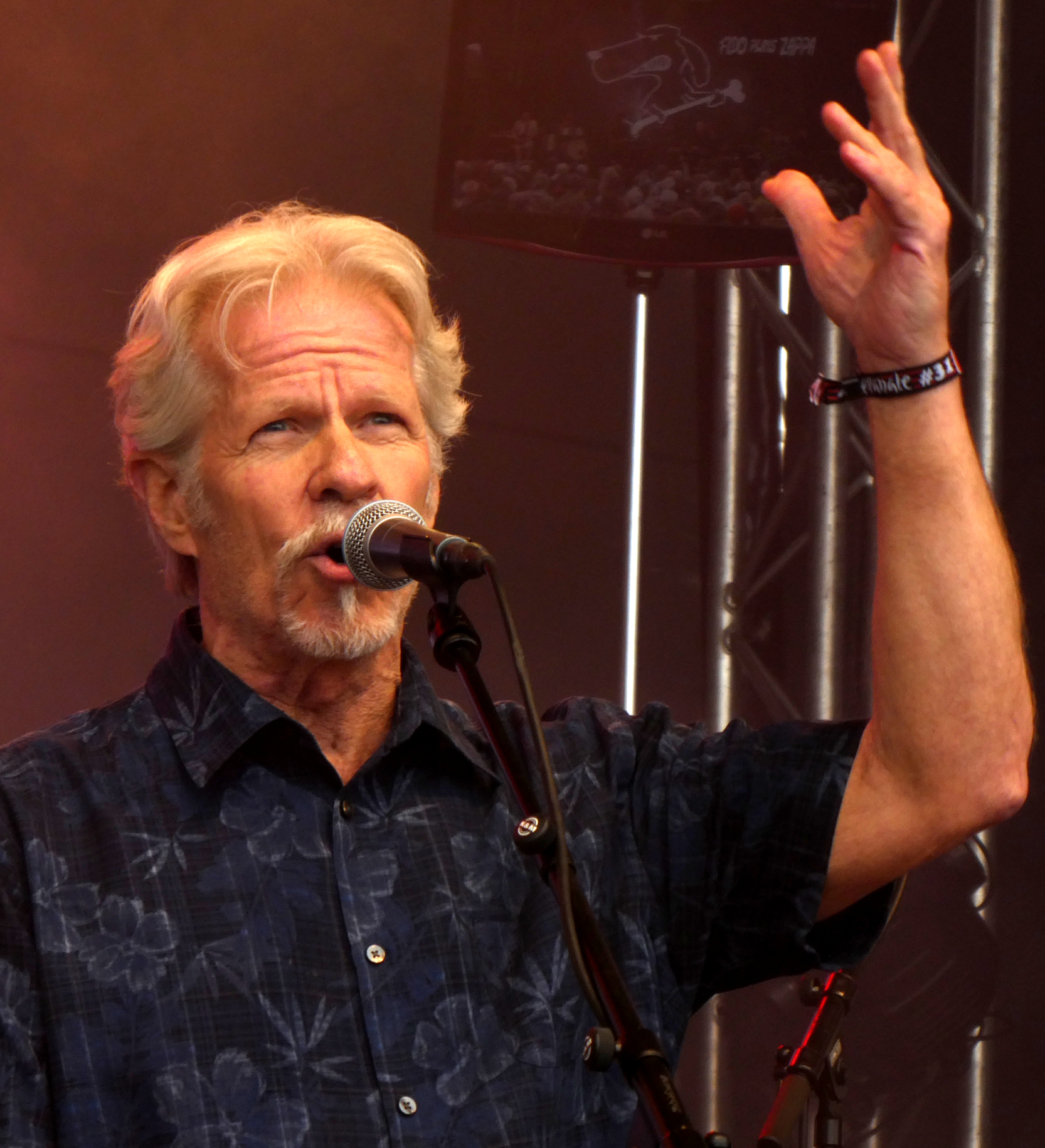
Robert Martin (2022)

Robert „Bobby“ Martin (* 29. Juni 1948 in Philadelphia) ist ein US-amerikanischer Sänger, Multiinstrumentalist, Komponist und Musikproduzent. Bekannt wurde er vor allem durch seine Zusammenarbeit mit Frank Zappa.

## Kindheit und Jugend
Martin wurde in eine musikalische Familie hineingeboren, seine Eltern waren Opernsänger, und er wurde bereits als Kind sowohl mit klassischer als auch moderner Musik vertraut. Als er im Alter von acht Jahren Klavierunterricht erhielt, konnte er bereits Blues spielen und komponieren. Gesang und zahlreiche Instrumente lernte er autodidaktisch, darunter insbesondere Holz- und Blechblasinstrumente, Saxophon und Waldhorn, das er später am Curtis Institute of Music perfektionierte. Er spielte in einer Band, wo er im Alter von 13 Jahren das Saxophon übernahm Klassische Studien absolvierte Martin ab 1969 am Curtis Institute of Music, wo er von Mason Jones, dem ersten Hornisten des Philadelphia Orchestra, unterrichtet wurde. Das klassische Repertoire für Flügelhorn spielte er u. a. unter Leitung von Eugene Ormandy, Claudio Abbado, Lorin Maazel und Seiji Ozawa.

## Karriere
Martin war Mitglied der National Honor Society und ein erfolgreicher Sportler (Ringen und Baseball), entschied sich aber für die Laufbahn als Musiker. Er begann als Sessionmusiker in den Sigma Sound Studios seiner Heimatstadt. Zwischen 1969 und 1974 spielte er auf vielen Aufnahmen, die den Philadelphia soul sound etablierten, wie z. B. Me and Mrs. Jones, Back Stabbers, Love Train und If You Don’t Know Me by Now. Er wirkte bei vielen Aufnahmen des Songwriter-Producer-Teams Gamble und Huff von den Philadelphia International Records mit. In zwei Stücken von Justin Hayward spielte er 1978 Waldhorn und Saxophon auf dem Album Oktave der Moody Blues.
In den 1970er Jahren war Martin Mitglied von Orleans, einer Band aus Woodstock. Als Frank Zappa 1981 einen Musiker für die kommende Tour suchte, spielte er dort vor. Zappa bat ihn, Keyboardstücke für Waldhorn und Saxophon zu transponieren wie auch polyrhythmischen Stücken und metrischen Modulationen zu folgen. Aber den Ausschlag gaben Martins stimmliche Fähigkeiten, die ihm den Platz in der Band sicherten, insbesondere die Fähigkeit, Melodien eine Oktave höher zu singen, ohne Falsett zu benutzen. Ab da spielte er durchgehend alle Zappa-Touren und Alben bis zur letzten Tour 1988. Zwischen den Touren übernahm er die musikalische Leitung für Cybill Shepherd und Bette Midler und arbeitete mit Paul McCartney, Michael McDonald (mit dem er 1986 tourte), Stevie Nicks, Boz Scaggs, Etta James (auf Tour mit den Rolling Stones), Patti LaBelle, Bonnie Raitt, Kenny Loggins und vielen anderen.
Ab 1986 betrieb er sein eigenes Tonstudio und weitete seine Tätigkeiten aus auf Programmieren, Mischen, Mastern und Produzieren von Musik für Werbung, Film (etwa für Miami Golem von Martin Herbert) und Fernsehen. An Wilson Picketts Album American Soul Man auf Motown Records war er 1987 als Musiker, Arrangeur und Koproduzent beteiligt.

## Zappas musikalisches Erbe

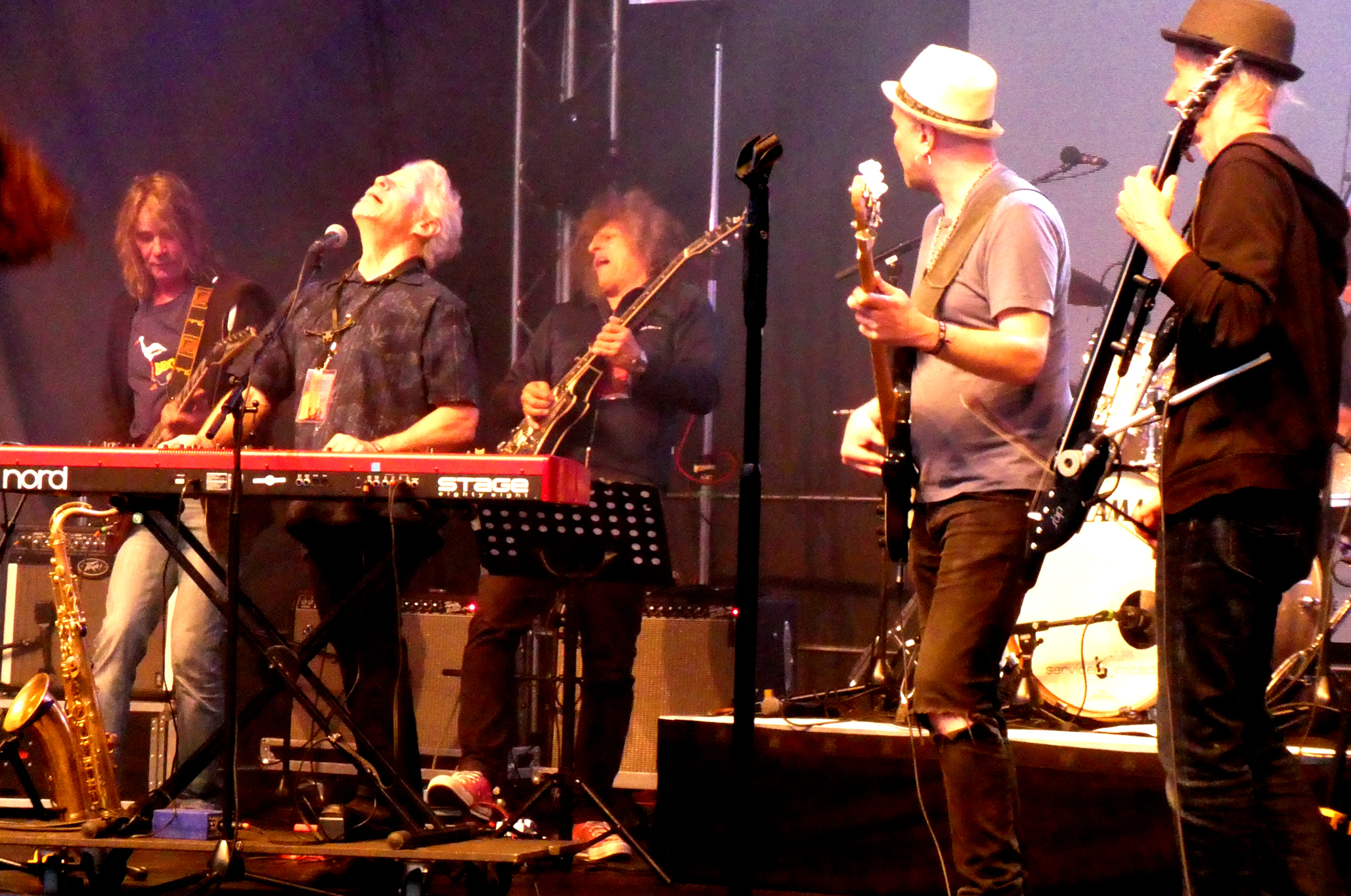
Robert Martin auf der Goodbyesession der Zappanale (2022)

Robert Martin ist es wichtig, das musikalische Erbe Frank Zappas zu erhalten. Bereits ein halbes Jahr nach Zappas Tod formierte sich The Band from Utopia mit Robert Martin, Ike Willis, Tommy Mars, Ed Mann, Arthur Barrow, Jay Dittamo, Chad Wackerman, Tom Fowler, Bruce Fowler und Kurt McGettrick. Im Rahmen der Jazzopen Stuttgart gab die Band ein Konzert, das später auch auf CD und DVD veröffentlicht wurde.
Zwei weitere Bands aus Alumni sind Banned from Utopia mit Robert Martin, Ray White, Ed Mann, Tom Fowler, Albert Wing, Ralph Humphrey und Mike Miller. Sie traten 2013 auf der Zappanale in Bad Doberan auf und erneut 2015 mit Robert Martin, Ray White, Tom Fowler, Albert Wing, Robbie Mangano und Morgan Ågren. Die Band The Zappa Band (als „the ultimate Zappa alumni band in partnership with the Zappa Trust“) mit Robert Martin, Ray White, Mike Keneally, Scott Thunes, Joe Travers und Jamie Kime tourte 2021 mit King Crimson und 2022 auf eigener Tour.
Auch die Zappanale hat zum Ziel, Zappa-Musik oder Musik im Sinne Zappas auf die Bühne zu bringen. Immer wieder war auch Bobby Martin beteiligt, sei es als reguläres Bandmitglied oder als Gastmusiker.
- 2009: Project/Object, Sheik Yerbouti, Mats & Morgen Band
- 2010: Muffin Men, Central Scrutinizer Band, Le Bocal
- 2011: Project/Object, Hot Fur, Chris Opperman
- 2012: Gargantua, Dead Dino Storage, The Mother Hips, Bogus Pomp
- 2013: Banned from Utopia
- 2015: Banned from Utopia
- 2022: Fido, Zappawoman Trio, Yasi Hofer, Co de Kloet, Mike Keneally[9]
- 2023: Banned from Utopia
- 2025: The Scott Thunes Institute for Musical Excellence

## Studioalben mit Frank Zappa
- 1982: Ship Arriving Too Late to Save a Drowning Witch
- 1983: The Man from Utopia
- 1984: Them or Us
- 1985: Frank Zappa Meets the Mothers of Prevention
- 1986: Jazz from Hell